# 1966 a sportban

## Események
1966 főbb nemzetközi sporteseményei a következők voltak:
- január 22–23. – férfi gyorskorcsolya-Európa-bajnokság, Deventer
- február 12–13. – női gyorskorcsolya-világbajnokság, Trondheim
- február 17–27. – északisí-világbajnokság, Oslo
- február 19–20. – férfi gyorskorcsolya-világbajnokság, Göteborg
- február 22–27. – műkorcsolya- és jégtánc-világbajnokság, Davos
- március 3–13. – 1966-os jégkorong-világbajnokság, Ljubljana, Zágráb, Jesenice
- április 9. – június 9. – Az 1966-os sakkvilágbajnokság döntője Moszkvában Petroszján és Szpasszkij között.
- április 13–20. – asztalitenisz Európa-bajnokság, London
- április 28. – május 15. – Vuelta
- május 5–8. – szabadfogású birkózó Európa-bajnokság, Karlsruhe
- május 7–8. – cselgáncs-Európa-bajnokság, Luxemburg
- május 13–14. – kötöttfogású birkózó-Európa-bajnokság, Essen
- május 18. – június 9. – Giro d’Italia
- május 23. – június 5. – Roland Garros, Párizs
- június 11–13. – koronglövő Európa-bajnokság Lahti
- június 16–22. – birkózó-világbajnokság, Toledo
- június 18–22. – díjugrató Európa-bajnokság, Luzern
- június 19–25. – Teke világbajnokság, Bukarest
- június 20. – július 2. – wimbledoni teniszbajnokság, Wimbledon
- június 21. – július 14. – Tour de France
- július 6–16. – vívó-világbajnokság, Moszkva
- július 11–30. – labdarúgó-világbajnokság, Anglia
- július 14–24. – sportlövő világbajnokság, Wiesbaden
- július 16–26. – vitorlázó repülő hollandi Európa-bajnokság, Horten
- július 30. – augusztus 3. – vitorlázó sárkányhajó Európa-bajnokság, Øresund
- augusztus 4–14. – alpesisí-világbajnokság, Chile
- augusztus 14–20. – vitorlázó sárkányhajó és 5,5 méteres osztály világbajnokság, Øresund
- augusztus 19–21. – kajak-kenu világbajnokság, Berlin
- augusztus 20–27. – úszó-Európa-bajnokság, Utrecht
- augusztus 20–27. – vitorlázó finn-dingi világbajnokság, La Baule
- augusztus 20–26. – vitorlázó 5,5 méteres osztály Európa-bajnokság, Göteborg
- augusztus 21–26. – vitorlázó csillaghajó Európa-bajnokság, Varberg
- augusztus 25–28. – díjlovagló világbajnokság, Bern
- augusztus 25. – szeptember 4. – kerékpáros világbajnokság, Köln, Frankfurt
- augusztus 26–28. – női evezős Európa-bajnokság, Amszterdam
- augusztus 28. – szeptember 3. – vitorlázó csillaghajó világbajnokság, Kiel
- augusztus 30. – szeptember 4. – atlétikai Európa-bajnokság, Budapest
- augusztus 30. – szeptember 11. – férfi röplabda-világbajnokság, Csehszlovákia
- szeptember 5–11. – vitorlázó finn dingi Európa-bajnokság, Attersee
- szeptember 7–10. – lovas military világbajnokság, Burghley
- szeptember 8–11. – férfi evezős világbajnokság, Bled
- szeptember 21–25. – tornász világbajnokság, Dortmund
- október 1–2. – tájfutó világbajnokság, Fiskars
- október 2–9. – női kosárlabda-Európa-bajnokság, Románia
- október 3–15. – 1966-os női sakkolimpia, Oberhausen
- október 16–21. – súlyemelő világ- és Európa-bajnokság, Berlin
- október 24. – november 20. – 1966-os sakkolimpia, Havanna
- november 6–10. – öttusa-világbajnokság, Melbourne

| Kiírás                       | Győztes           | Ezüstérmes       | Bronzérmes |
| ---------------------------- | ----------------- | ---------------- | ---------- |
| NB1                          | Budapesti Vasas   | Ferencváros      | Tatabánya  |
| Magyar Kupa                  | Győri Vasas ETO   | Ferencváros      | -          |
| Bajnokcsapatok Európa Kupája | Real Madrid       | Partizan Belgrád | -          |
| Kupagyőztesek Európa Kupája  | Borussia Dortmund | Liverpool FC     | -          |
| Vásárvárosok Kupája          | FC Barcelona      | Real Zaragoza    | -          |
| Világbajnokság (Anglia)      | Anglia            | NSZK             | Portugália |

## Születések
- ? – Hugyetz Lajos, magyar karatézó, tekvandózó, kick-boxoló
- január 6. – Álvaro Teherán, kolumbiai kosárlabdázó († 2020)
- január 8. – Roger Ljung, svéd válogatott labdarúgó
- január 18. – Alekszandr Valerjevics Halifman, orosz sakknagymester, sakkvilágbajnok
- január 25. – Lippai József, magyar labdarúgó, edző
- január 31. – Egava Sigemicu, japán labdarúgó
- február 1. – Michelle Akers, olimpiai és világbajnok amerikai válogatott labdarúgó
- február 5. – Forgó Éva, sakkozó, női nemzetközi mester, magyar bajnok
- február 11. – Cristina Grigoraș, olimpiai és Európa-bajnok román tornász
- február 22. – Luca Marchegiani, világbajnoki ezüstérmes olasz válogatott labdarúgókapus
- március 3. – Steve Johnson, amerikai jégkorongozó, edző
- március 4. – Hunyady Emese, olimpiai, világ- és Európa-bajnok magyar, majd osztrák gyorskorcsolyázó
- március 11. – Szergej Vlagyimirovics Hodakov, paralimpiai bajnok orosz atléta († 2019)
- március 15. – Mervyn King, angol dartsjátékos
- március 21. – Niklas Nyhlén, svéd válogatott labdarúgó
- március 22. – Mike Hiltner, amerikai jégkorongozó
- március 29. – Kraszimir Balakov, bolgár válogatott labdarúgó, edző
- április 2. – Teddy Sheringham, angol labdarúgó
- április 7. – Zviad Endeladze, aranycipős, grúz labdarúgó
- április 8. – Mazinho, világbajnok brazil válogatott labdarúgó
- május 18. – Bent Skammelsrud, norvég válogatott labdarúgó
- május 26. – Zola Budd, dél-afrikai atléta
- június 7. – Zlatko Jankov, bolgár válogatott labdarúgó
- június 13. – Érsek Zsolt, Európa-bajnok, olimpiai és világbajnoki bronzérmes magyar tőrvívó, edző
- június 14. – Gilberto Carlos Nascimento, brazil válogatott labdarúgó
- június 16. – Jan Železný, háromszoros olimpiai és világbajnok csehszlovák, majd cseh atléta, gerelyhajító
- június 30. – Mike Tyson, világbajnok amerikai ökölvívó
- július 5. – Gianfranco Zola, olasz labdarúgó
- július 7. – Henk Fraser, válogatott holland labdarúgó, edző
- július 14. – Ralf Waldmann, német motorversenyző († 2018)
- július 15. – Petar Mihtarszki, bolgár válogatott labdarúgó
- augusztus 14. – Karl Petter Løken, norvég válogatott labdarúgó
- augusztus 22. – Rob Witschge, Európa-bajnoki bronzérmes holland labdarúgó, középpályás, edző
- augusztus 28. – Julen Lopetegui, spanyol labdarúgó, edző
- szeptember 10. – Ahrik Szokratovics Cvejba, szovjet-ukrán-orosz válogatott labdarúgó
- szeptember 15. – Dejan Savićević, jugoszláv és szerb válogatott labdarúgó, edző
- október 2. – Ángel Espinosa, amatőr világbajnok kubai ökölvívó († 2017)
- október 4. – John van den Brom, holland válogatott labdarúgó, edző
- október 10. – Tony Adams, angol válogatott labdarúgó
- október 15. – Jorge Campos, konföderációs kupa győztes mexikói válogatott labdarúgó
- október 21.
  - George Weah, Aranylabdás libériai válogatott labdarúgó, politikus, Libéria 25. elnöke
  - Arne Sandstø, norvég labdarúgó, edző
- október 24. – Roman Arkagyjevics Abramovics, orosz üzletember, az Chelsea FC többségi tulajdonosa
- november 1. – Danny Everett, olimpiai és világbajnok amerikai atléta, sprinter
- november 9. – René Deffke, német labdarúgócsatár
- november 26. – Füle Antal, magyar válogatott labdarúgó, csatár, edző († 2020)
- november 30. – David Berkoff, kétszeres olimpiai bajnok amerikai úszó
- december 1. – Horváth László, magyar labdarúgó, csatár
- december 16. – Clifford Robinson, amerikai kosárlabdázó († 2020)
- december 20.
  - Ed de Goeij, holland válogatott labdarúgókapus
  - Matt Neal, angol autóversenyző
- december 23. – Oscar García Pérez, világbajnok, olimpiai ezüstérmes kubai tőrvívó
- december 26. – Rickey Dixon, amerikai amerikai futballista, College Football Hall of Fame-tag († 2020)

## Halálozások
- január 15. – Heinrich Keimig, olimpiai bajnok német kézilabdázó, katona (* 1913)
- január 23. – Gustaf Olson, olimpiai bajnok svéd tornász (* 1883)
- január 30. – Tuli Géza Titusz, olimpiai ezüstérmes tornász, sportvezető (* 1888)
- február 14. – Jack Coffey, amerikai baseballjátékos és edző (* 1887)
- április 7. – Bert Dingley, amerikai autóversenyző (* 1885)
- április 18. – Edward Fitzgerald, olimpiai ezüstérmes amerikai amatőr jégkorongozó (* 1891)
- április 19. – Gösta Åsbrink, olimpiai bajnok svéd tornász és olimpiai ezüstérmes öttusázó (* 1881)
- április 20. – Jens Kirkegaard, olimpiai ezüstérmes dán tornász (* 1889)
- május 29. – Hippo Vaughn, amerikai baseballjátékos (* 1888)
- június 11. – Bernard Schmetz, olimpiai és világbajnok francia párbajtőrvívó (* 1904)
- június 27. – Marty Krug, World Series bajnok amerikai baseballjátékos (* 1888)
- június 30. – Giuseppe Farina, olasz autóversenyző (* 1906)
- július 5. – Anders Moen, olimpiai ezüstérmes norvég tornász (* 1887)
- július 6. – Sad Sam Jones, World Series bajnok amerikai baseballjátékos (* 1892)
- július 30. – Väinö Tiiri, olimpiai ezüst- és bronzérmes finn tornász (* 1886)
- augusztus 1.
  - Hank Gowdy, World Series bajnok amerikai baseballjátékos (* 1889)
  - Robey Leibbrandt, dél-afrikai ökölvívó volt (* 1913)
- augusztus 11. – Ettore Bellotto, olimpiai bajnok olasz tornász (* 1895)
- augusztus 15. – George Burns, World Series bajnok amerikai baseballjátékos (* 1889)
- augusztus 16. – Carl Klæth, olimpiai ezüstérmes norvég tornász (* 1887)
- augusztus 31. – Jaroslav Jirkovský, csehszlovák olimpikon, Európa-bajnok jégkorongozó (* 1891)
- szeptember 2. – Bill McCabe, amerikai baseballjátékos (* 1892)
- szeptember 12. – Czakó József, magyar nemzetiségű román válogatott labdarúgó, hátvéd (* 1906)
- szeptember 13. – Alfred Engelsen, olimpiai bajnok norvég tornász (* 1893)
- október 10. – Charlotte Cooper, brit teniszező (* 1870)
- november ? – Charles Haberkorn, olimpiai bronzérmes amerikai kötélhúzó, (* 1880)
- november 14. – Gustavo Marzi, olimpiai és világbajnok olasz tőr- és kardvívó (* 1908)
- november 16. – Carl Jonsson, olimpiai bajnok svéd kötélhúzó (* 1885)
- december 24. – Knut Torell, olimpiai bajnok svéd tornász (* 1885)
- december 26. – Guillermo Stábile, világbajnoki ezüstérmes argentin válogatott labdarúgó és Copa Amérika-győztes szövetségi kapitány (* 1905)